# 呷七碗
呷七碗（Jia Chi Wan）是臺灣一家以米食產銷為主的連鎖餐廳，以油飯聞名。綠起為1980年在臺北市西藏路和中華路以賣嘉義傳統小吃米糕和香菇肉羹的小吃攤，當時提出「呷七碗免錢」的口號，吸引相當多的消費者前來挑戰，開始打出名號。1992年成立嘉義食品工廠。2016年在宜蘭傳藝中心開設第一家分店。